# Pseudomyrmex wheeleri
Pseudomyrmex wheeleri é uma espécie de formiga do género Pseudomyrmex, subfamilia Pseudomyrmecinae. Esta espécie foi descrita cientificamente por Enzmann em 1944.

## Distribuição
Encontra-se em Peru.